# La settimana della Sfinge
La settimana della Sfinge és una pel·lícula italiana de comèdia dramàtica del 1990 coescrita i dirigida per Daniele Luchetti. Pel seu paper Margherita Buy va ser premiada com a millor actriu al Festival Internacional de Cinema de Sant Sebastià.

## Argument
La Gloria és una jove cambrera que treballa en un restaurant, té passió pels trencaclosques i somnia desperta; la noia es delecta, provocant la ira del seu cap, en plantejar diverses endevinalles als clients, sense que ningú no els pugui resoldre. Un dia arriba a dinar Eolo, un jugador d'antenes amb fama de faldiller, i aconsegueix guanyar-se el cor de Glòria; però Aeolus, al·lèrgic a les relacions duradores, deixa la noia després de només una nit junts, sense ni tan sols acomiadar-se.
Glòria, seduïda i abandonada, deixa la seva feina i marxa a la recerca del seu estimat. Viatja per tota Itàlia, travessant mars i muntanyes, platges i convents, coneixent tota mena d'humanitat. Després d'una llarga persecució, la noia aconsegueix finalment trobar l'Eolo, que, sorprès per la seva determinació, s'enamora d'ella al seu torn. Però a hores d'ara ja és massa tard: la Glòria, un cop assolit el seu objectiu, fuig, tornant a ser cambrera i a somiar amb una nova aventura.

## Repartiment
- Margherita Buy com a Gloria
- Paolo Hendel com a Eolo
- Silvio Orlando com a ministre
- Isaac George com a Ferruccio
- Delia Boccardo com a Sara
- Roberto Nobile com a comissari de policia
- Corso Salani com a Gommista

## Critica
- La construcció de la història decebe perquè els episodis (...) sovint van en cercles. (..) Margherita Buy sens dubte farà un llarg camí. Gian Luigi Rondi per a Il Tempo.[3]
- En el seu irrealisme de faula, és una pel·lícula escapista que perd molt d'un cop a la segona part. Comentari del diccionari Morandini que assigna a la pel·lícula dues estrelles de cinc.[4][5]
- Hi ha una atmosfera entre el cinema de Moretti i Fellini, però en general la comparació no aguanta. Comentari del diccionari Farinotti que assigna la pel·lícula dues estrelles sobre cinc[6]